# Juan Cruz Komar
Juan Cruz Komar (Rosario, 13 de agosto de 1996) es un futbolista argentino. Juega como defensor en el Club Atlético Rosario Central, de la Primera División de Argentina.

## Trayectoria

### Inicios
Hizo inferiores en el club rosarino Renato Cesarini.

### Boca Juniors
Debutó el 2 de noviembre de 2014 por el campeonato local, en el partido correspondiente a la fecha 14 contra San Lorenzo, la cual fue derrota 2-0 en condición de visitante.
El 26 de febrero de 2015 debutó por la Copa Libertadores 2015 contra Montevideo Wanderers, en el cual convirtió su primer gol en la victoria 2-1.

### Talleres
En enero del 2016, pasó a préstamo por seis meses con opción de compra de U$S750.000 a Talleres (C) para jugar la Primera B Nacional. En junio de ese mismo año Talleres hizo uso de la opción de compra de U$S750.000 por el 50% del pase.

### Rosario Central
Llegó al Canalla a mediados de 2022, ante la necesidad que tenía el plantel de un marcador central. En 2023 fue campeón de la Copa de la Liga.

### Huracán
En julio de 2024 tenía todo acordado para incorporarse al Globo. Lamentablemente, en la revisión médica se le encontró una arritmia cardíaca, de cual tuvo que ser operado y llevando a la exintición de su incorporación. Posterior a la intervención quirúrgica, continuó siendo jugador de Rosario Central.

## Clubes
| Club            | País      | Año       |
| --------------- | --------- | --------- |
| Boca Juniors    | Argentina | 2014-2015 |
| Talleres (C)    | Argentina | 2016-2021 |
| Rosario Central | Argentina | 2022-Act. |

 Actualizado al 16 de agosto del 2025.
| Club | Div.          | Temporada     | Liga  | Liga  | Copas Nacionales (1) | Copas Nacionales (1) | Copas Internacionales (2) | Copas Internacionales (2) | Total | Total |
| Club | Div.          | Temporada     | Part. | Goles | Part.                | Goles                | Part.                     | Goles                     | Part. | Goles |
| --- | ------------- | ------------- | ----- | ----- | -------------------- | -------------------- | ------------------------- | ------------------------- | ----- | ----- |
| Boca Juniors Argentina | 1.ª           | 2014          | 1     | 0     | —                    | —                    | —                         | —                         | 1     | 0     |
| Boca Juniors Argentina | 1.ª           | 2015          | —     | —     | —                    | —                    | 4                         | 1                         | 4     | 1     |
| Boca Juniors Argentina | Total club    | Total club    | 1     | 0     | —                    | —                    | 4                         | 1                         | 5     | 1     |
| Talleres Argentina | 2.ª           | 2016          | 8     | 0     | 3                    | 0                    | —                         | —                         | 11    | 0     |
| Talleres Argentina | 1.ª           | 2016-17       | 23    | 0     | —                    | —                    | —                         | —                         | 23    | 0     |
| Talleres Argentina | 1.ª           | 2017-18       | 19    | 0     | 2                    | 0                    | —                         | —                         | 21    | 0     |
| Talleres Argentina | 1.ª           | 2018-19       | 18    | 1     | 6                    | 0                    | 4                         | 0                         | 28    | 1     |
| Talleres Argentina | 1.ª           | 2019-20       | 17    | 0     | 1                    | 0                    | —                         | —                         | 18    | 0     |
| Talleres Argentina | 1.ª           | 2020-21       | —     | —     | 13                   | 0                    | —                         | —                         | 13    | 0     |
| Talleres Argentina | 1.ª           | 2021          | 21    | 2     | 1                    | 0                    | 1                         | 1                         | 23    | 3     |
| Talleres Argentina | Total club    | Total club    | 106   | 3     | 26                   | 0                    | 5                         | 1                         | 137   | 4     |
| Rosario Central Argentina | 1.ª           | 2022          | 7     | 0     | 11                   | 0                    | —                         | —                         | 18    | 0     |
| Rosario Central Argentina | 1.ª           | 2023          | 18    | 1     | 16                   | 1                    | —                         | —                         | 34    | 2     |
| Rosario Central Argentina | 1.ª           | 2024          | 6     | 0     | 9                    | 0                    | 3                         | 0                         | 18    | 0     |
| Rosario Central Argentina | 1.ª           | 2025          | 17    | 0     | 1                    | 0                    | —                         | —                         | 18    | 0     |
| Rosario Central Argentina | Total club    | Total club    | 48    | 1     | 37                   | 1                    | 3                         | 0                         | 88    | 2     |
| Total carrera | Total carrera | Total carrera | 155   | 4     | 63                   | 1                    | 12                        | 2                         | 230   | 7     |
| (1) Incluye Copa Argentina, Copa de la Superliga Argentina, Copa de la Liga Profesional y Trofeo de Campeones. (2) Incluye Copa Libertadores y Copa Sudamericana. |               |               |       |       |                      |                      |                           |                           |       |       |

## Palmarés

### Campeonatos nacionales
| Título             | Club            | País      | Año  |
| ------------------ | --------------- | --------- | ---- |
| Primera División   | Boca Juniors    | Argentina | 2015 |
| Copa Argentina     | Boca Juniors    | Argentina | 2015 |
| Primera B Nacional | Talleres (C)    | Argentina | 2016 |
| Copa de la Liga    | Rosario Central | Argentina | 2023 |